# Новрузова Гюлушан Гаріб кизи
Гюлушан Гаріб кизи Новрузова — радянська господарська, державна і політична діячка.

## Біографія
Народилася в 1930 році поблизу Куби в лезгинській сім'ї. Член ВКП(б) з 1958 року.
З 1950 року — на господарській, суспільній і політичній роботі. У 1950—1985 рр. — доярка колгоспу, доярка радгоспу імені Куйбишева Кусарського району Азербайджанської РСР, отримала надої 2800 кг з однієї корови в 1966 році, згодом підвищила питомі надої до 3500-5000 кг з однієї підшефної корови.
Обиралася депутатом Верховної Ради СРСР 7-го, 8-го і 9-го скликань від Кубинського виборчого округу Азербайджанської РСР.